# Залежність з'єднання
Залежність з'єднання — обмеження на множину можливих вірних відношень над схемою бази даних. Таблиця T є об'єктом залежності з'єднання, якщо T може бути відтворене з'єднанням декількох таблиць, кожна з яких містить підмножину атрибутів T. Якщо одна з таблиць у з'єднанні містить всі атрибути T, залежність з'єднання називається тривіальною.
Залежність з'єднання відіграє важливу роль у п'ятій нормальній формі, також відомій як проєкційно-з'єднувана нормальна форма, бо можна довести, що якщо розбити схему {\displaystyle R} на таблиці {\displaystyle R_{1}} .. {\displaystyle R_{n}}, розбиття буде розбиттям без втрат, якщо обмежити множину вірних відношень на {\displaystyle R} залежністю з'єднання {\displaystyle *(R_{1},R_{2},...R_{n})}. 

## Формальна визначення
Нехай {\displaystyle R} це схема відношення і нехай {\displaystyle R_{1},R_{2},...,R_{n}} це декомпозиція {\displaystyle R}. 
 
Відношення {\displaystyle r(R)} задовільняє залежності з'єднання {\displaystyle *(R_{1},R_{2},...R_{n})}, якщо {\displaystyle \bowtie _{i=1}^{n}\Pi _{R_{i}}(r)=r}. 

Залежність з'єднання тривіальна, якщо одне з {\displaystyle R_{i}} це сама {\displaystyle R}.

## Приклад
Розглянемо відношення Користувач, яке відтворює купівлі: { номер-замовлення, ім'я-користувача, назва-піци, ім'я-розношувача }.
Вочевидь, ми можемо отримати наступні три відношення:
- ім'я-користувача залежить від номер-замовлення
- назва-піци залежить від номер-замовлення
- ім'я-розношувача залежить від номер-замовлення

Через те, що зв'язки незалежні можна сказати, що тут є наступна залежність з'єднання: *((номер-замовлення, ім'я-користувача), (номер-замовлення, назва-піци), (номер-замовлення, ім'я-розношувача)). 
Однак, якщо кожний користувач має особистого розношувача, можна отримати наступну залежність з'єднання : *((номер-замовлення, ім'я-користувача), (номер-замовлення, ім'я-розношувача), (ім'я-користувача, ім'я-розношувача), (номер-замовлення, назва-піци)), 
хоча *((номер-замовлення, ім'я-користувача, ім'я-розношувача), (номер-замовлення, назва-піци)) буде вірною також. Звідси видно, що наявність залежності з'єднання недостатня умова нормалізації схеми бази даних.